# Molday
Molday è un comune dell'Azerbaigian situato nel distretto di Saatlı.